# Deest
Deest is een dorp in de gemeente Druten in de Nederlandse provincie Gelderland. Het dorp heeft 1.885 inwoners (2023). 
Hoewel het dorp in het landelijke Land van Maas en Waal ligt heeft de oostkant een industrieel karakter. Hier ligt een bedrijventerrein met een aantal grote bedrijven, zoals dakpannenfabriek Wienerberger Koramic, steenfabriek Vogelensangh en scheepswerf Ravestein.
Het dorp is in de wijde regio onder andere bekend vanwege de feestweek.
Tussen de dorpen Deest en Druten ontwikkelt Staatsbosbeheer het natuurgebied Afferdense en Deestse Waarden, een onderdeel van de ecologische hoofdstructuur. De Waal krijgt dan meer ruimte om water te herbergen, zodat de bewoners achter de dijken beschermd blijven tegen overstromingen. Verder wordt er in de herinrichting rekening gehouden met natuurontwikkeling en komen er meer recreatiemogelijkheden.

## Zie ook

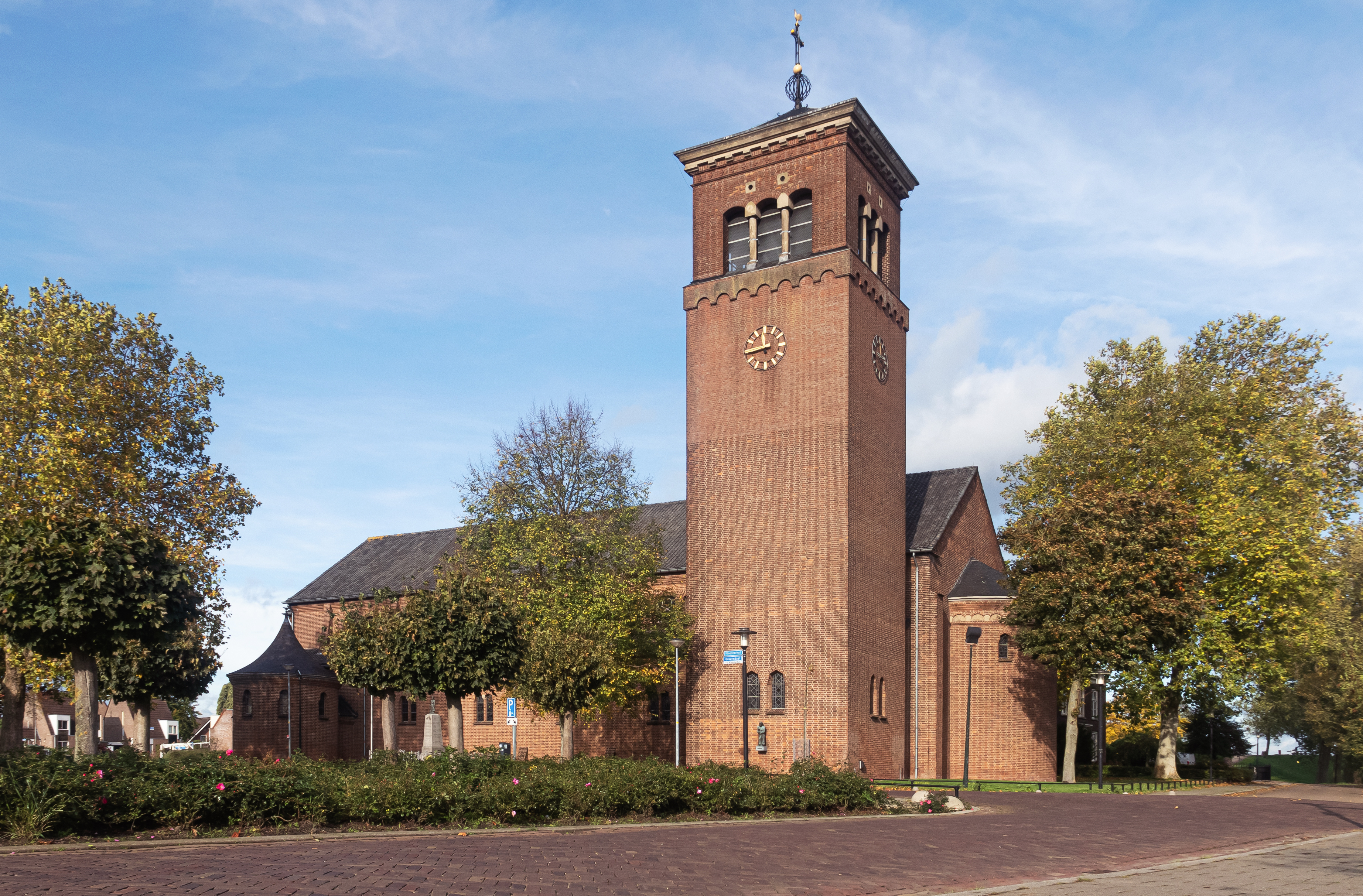
Deest, kerk

## Geboren
- Hans Janssen (1964), politicus
- Sigrid Sengers (1972), politicus